# Alberto Magnone

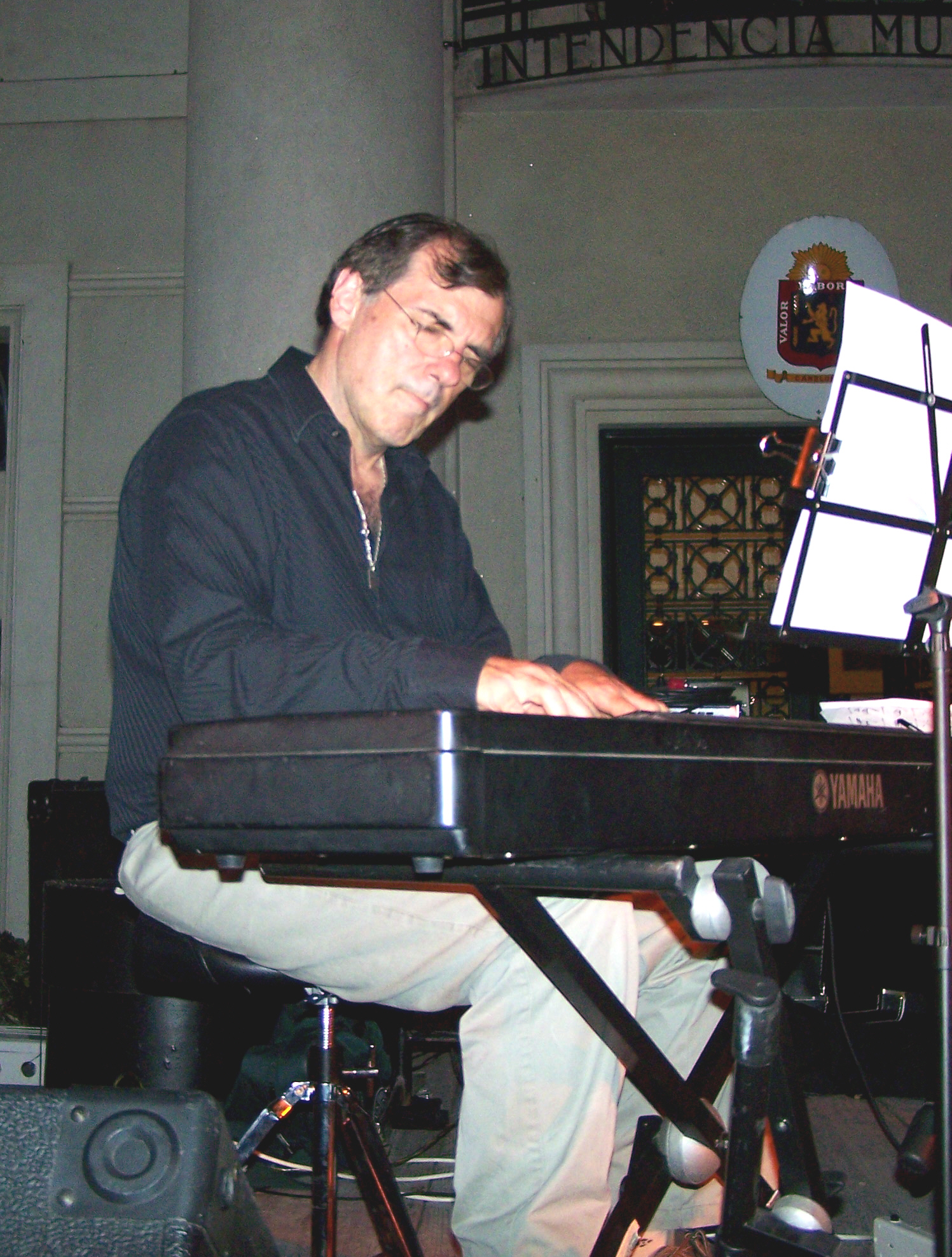
Alberto Magnone

Alberto Magnone Ibarburu (* 20. Dezember 1946 in Montevideo) ist ein uruguayischer Pianist, Dirigent und Komponist.

## Leben und Wirken
Er studierte Klavier und Gitarre in Montevideo. Zudem belegte er bei Rodolfo Alchourrón in Buenos Aires Kurse in Harmonik und Kontrapunkt. Seine Karriere begann er 1968 mit der Gruppe McGill Clan. Als Leiter dieser Gruppe zeichnete er im Jahr 1971 für die musikalische Ausrichtung des Programms für junge Leute auf der uruguayischen TV-Station Canal 4 Monte Carlo Televisión verantwortlich. 1976 ging er nach Spanien. Dort gab er in Barcelona Workshops und war als Lehrer an Musikschulen und in internationalen Jazz-Semninaren tätig, bevor er 1983 nach Uruguay zurückkehrte. Mit diversen Künstlern arbeitete er zusammen und nahm Platten auf. Dazu zählen Eduardo Mateo, Fernando Cabrera, Osvaldo Fattoruso, Marianna Ingold, Ana Karina Rossi und Jaime Roos. 2000 wurde er für den Tango Los hijos de Gardel gemeinsam mit Laura Canoura mit dem Kompositions-Preis der AGADU ausgezeichnet. Seine Lieder wurden beispielsweise von Canario Luna, der Gruppe Repique oder auch Laura Canoura adaptiert.

## Diskographie

### Mit Mc Gill Clan
- Mc Gill Clan (Orfeo SULP 90526, 1969)
- Tema de amor de Romeo y Julieta / Dong, dong, diki diki dong (simple. Orfeo 90020, 1970)
- Na, na, na, he, he, he, goodbye / Un hombre en una isla  (simple. Orfeo 90025, 1970)
- Pasajero de la lluvia / Déjalo ser  (simple. Orfeo 90029, 1970)

### Mit Repique
- Repique (Orfeo SULP 90750, 1984)
- ¡Que barbaridad! (Orfeo SULP 90783, 1985)
- Zambullite (Orfeo 90985, 1989)
- Otra historia (Orfeo, 1990)

### Als Solist
- Vista aérea (Ayuí / Tacuabé a/e101k, 1991)
- Química (2001) (SONDOR)

### Zusammenarbeit mit anderen Künstlern
- Mediocampo (Jaime Roos, 1984)
- 7 y 3 (Jaime Roos, 1986)
- La Máquina del Tiempo (Eduardo Mateo, 1987)
- Nocetti canta Ferrer (Gustavo Nocetti,  Sondor 1999)
- .."Uy trío", diciembre de 2007, Premio Graffiti 2009.
- .."Tango y Gotán", mit Horacio Ferrer und Ana K. Rossi Roma 2010